# Майский (Усть-Таркский район)
Майский — посёлок в Усть-Таркском районе Новосибирской области. Входит в состав Яркуль-Матюшкинского сельсовета.

## География
Площадь посёлка — 37 гектаров.

## Население
| 2002 | 2007 | 2010 |
| ---- | ---- | ---- |
| 134  | ↘130 | ↘76  |

## Инфраструктура
В посёлке по данным на 2007 год функционируют 1 учреждение здравоохранения и 1 учреждение образования.